# Ausztria az 1932. évi téli olimpiai játékokon
Ausztria az egyesült államokbeli Lake Placidben megrendezett 1932. évi téli olimpiai játékok egyik részt vevő nemzete volt. Az országot az olimpián 5 sportágban 7 sportoló képviselte, akik összesen 2 érmet szereztek.

## Érmesek
| Érem  | Versenyző         | Sportág     | Versenyszám  |
| ----- | ----------------- | ----------- | ------------ |
| Arany | Karl Schäfer      | Műkorcsolya | Férfi egyéni |
| Ezüst | Friederike Burger | Műkorcsolya | Női egyéni   |

## Bob
| Versenyző                              | Versenyszám | 1. futam | 1. futam | 2. futam | 2. futam | 3. futam | 3. futam | 4. futam | 4. futam | Összesítés | Összesítés |
| Versenyző                              | Versenyszám | Idő      | Hely.    | Idő      | Hely.    | Idő      | Hely.    | Idő      | Hely.    | Idő        | Helyezés   |
| -------------------------------------- | ----------- | -------- | -------- | -------- | -------- | -------- | -------- | -------- | -------- | ---------- | ---------- |
| Hugo Weinstengl Johann Baptist Gudenus | Kettes      | 2:23,83  | 12.      | 2:21,82  | 12.      | 2:16,19  | 12.      | 2:14,58  | 12.      | 9:16,42    | 12.        |

## Északi összetett
| Versenyző         | Sífutás | Sífutás | Sífutás | Síugrás  | Síugrás  | Síugrás  | Síugrás  | Síugrás | Síugrás | Összesítés | Összesítés |
| Versenyző         | Sífutás | Sífutás | Sífutás | 1. ugrás | 1. ugrás | 2. ugrás | 2. ugrás | Össz.   | Össz.   | Összesítés | Összesítés |
| Versenyző         | Idő     | Pont    | Hely.   | Távolság | Pont     | Távolság | Pont     | Pont    | Hely.   | Pont       | Helyezés   |
| ----------------- | ------- | ------- | ------- | -------- | -------- | -------- | -------- | ------- | ------- | ---------- | ---------- |
| Harald Bosio      | 1:38:23 | 186,0   | 10.     | 49,5     | 19,0~    | 49,5     | 93,7     | 112,7   | 30.     | 298,70     | 29.        |
| Gregor Höll       | 1:55:18 | 114,0   | 28.     | 55,0     | 34,0~    | 57,0     | 37,0~    | 71,0    | 33.     | 185,00     | 33.        |
| Harald Paumgarten | 1:41:20 | 172,5   | 15.     | 38,5     | 81,4     | 45,0     | 88,3     | 169,7   | 25.     | 342,20     | 18.        |

~ - az ugrás során elesett

## Műkorcsolya
| Versenyző         | Versenyszám  | Kötelező elemek   | Kötelező elemek | Kűr               | Kűr   | Összesítés                     | Összesítés                     | Összesítés                     | Összesítés                     | Összesítés                     | Összesítés                     | Összesítés                     | Összesítés        | Összesítés  | Összesítés | Összesítés |
| Versenyző         | Versenyszám  | Kötelező elemek   | Kötelező elemek | Kűr               | Kűr   | Helyezési pontszámok bírónként | Helyezési pontszámok bírónként | Helyezési pontszámok bírónként | Helyezési pontszámok bírónként | Helyezési pontszámok bírónként | Helyezési pontszámok bírónként | Helyezési pontszámok bírónként | Több. hely. száma | Hely. össz. | Pont       | Helyezés   |
| Versenyző         | Versenyszám  | Több. hely. száma | Hely.           | Több. hely. száma | Hely. | 1                              | 2                              | 3                              | 4                              | 5                              | 6                              | 7                              | Több. hely. száma | Hely. össz. | Pont       | Helyezés   |
| ----------------- | ------------ | ----------------- | --------------- | ----------------- | ----- | ------------------------------ | ------------------------------ | ------------------------------ | ------------------------------ | ------------------------------ | ------------------------------ | ------------------------------ | ----------------- | ----------- | ---------- | ---------- |
| Karl Schäfer      | Férfi egyéni | 7×1+              | 1.              | 4×1+              | 1.    | 1,0                            | 2,0                            | 1,0                            | 2,0                            | 1,0                            | 1,0                            | 1,0                            | 5×1+              | 9,0         | 2602,0     |            |
| Friederike Burger | Női egyéni   | 4×3+              | 2.              | 4×2+              | 2.    | 2,0                            | 4,0                            | 2,0                            | 3,0                            | 2,0                            | 2,0                            | 3,0                            | 4×2+              | 18,0        | 2167,1     |            |

## Sífutás
| Versenyző         | Versenyszám | Eredmény | Helyezés |
| ----------------- | ----------- | -------- | -------- |
| Harald Bosio      | 18 km       | 1:38:23  | 21.      |
| Gregor Höll       | 18 km       | 1:55:18  | 41.      |
| Harald Paumgarten | 18 km       | 1:41:20  | 29.      |

## Síugrás
| Versenyző         | 1. ugrás | 1. ugrás | 1. ugrás | 2. ugrás   | 2. ugrás   | 2. ugrás   | Összesítés | Összesítés |
| Versenyző         | Távolság | Pont     | Hely.    | Távolság   | Pont       | Hely.      | Pont       | Helyezés   |
| ----------------- | -------- | -------- | -------- | ---------- | ---------- | ---------- | ---------- | ---------- |
| Harald Bosio      | 68,0     | 29,0~    | 34.      | nem indult | nem indult | nem indult | kiesett    | kiesett    |
| Harald Paumgarten | 42,5     | 80,7     | 28.      | 46,5       | 82,7       | 27.        | 163,4      | 25.        |

~ - az ugrás során elesett